# Triver
Triver war eine spanische Automarke.

## Unternehmensgeschichte
Das Unternehmen Construcciones Acorazadas S.A. in Bilbao (auch als Automotores Triver benannt) begann 1954 mit der Entwicklung und 1957 mit der Produktion von Automobilen. 1960 endete die Produktion nach etwa 75 hergestellten Exemplaren. Ein Fahrzeug existiert noch.

## Fahrzeuge
Das Unternehmen stellte zwei verschiedene Kleinwagen-Modelle her. Die Karosserien bestanden aus 3 mm dickem Metall und boten Platz für zwei Erwachsene und zwei Kinder.

### Dreirad
Das erste Modell war ein Dreirad, bei dem sich das einzelne Rad hinten befand. Für den Antrieb sorgte ein luftgekühlter Zweizylinder-Zweitaktmotor, der von Construcciones Acorazadas S.A. unter der Typenbezeichnung E.M.B als Boxermotor hergestellt wurde. 60 mm Bohrung und 60 mm Hub ergaben 339 cm³ Hubraum. Die Leistung betrug 14 PS. Die bauartbedingte Höchstgeschwindigkeit war mit 60 km/h angegeben. Bei einem Radstand von 160 cm betrug die Fahrzeuglänge 265 cm und die Fahrzeughöhe 137 cm.

### Vierrad
Das spätere Modell hatte vier Räder, ähnelte aber äußerlich dem Dreirad. Der Zweizylindermotor von Hispano Villiers verfügte über 500 cm³ Hubraum und leistete 14 bis 16 PS. Die Höchstgeschwindigkeit betrug 78 km/h. Die Spurbreite betrug vorne 126 cm und hinten nur 54 cm. Trotz des kürzeren Radstandes von 154 cm war das Fahrzeug mit 267 cm etwas länger als das Dreirad. Die Breite betrug 146 cm, die Höhe 140 cm.